# Carmópolis de Minas

Lage von Carmópolis de Minas

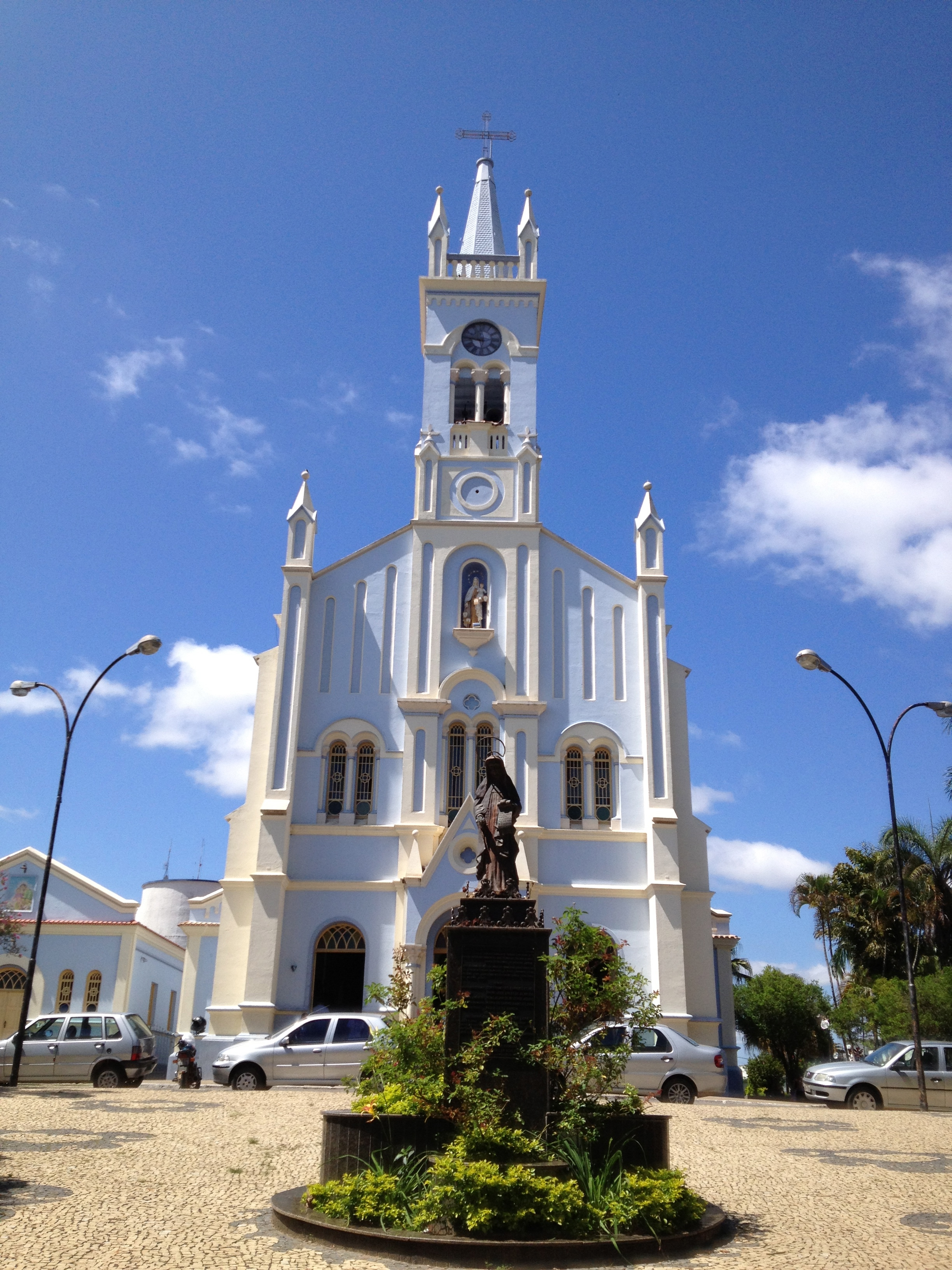
Kirche N. Senhora do Carmo

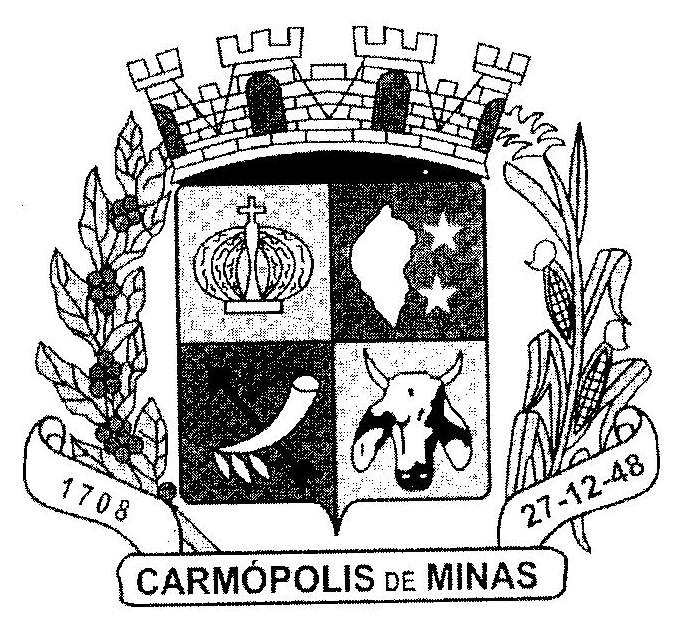
Stadtwappen

Carmópolis de Minas ist eine Stadt im brasilianischen Bundesstaat Minas Gerais mit 18.812 Einwohnern (amtliche Schätzung 2016).

## Geografie
Die geographischen Koordinaten der Stadt, die eine Fläche von 401,7 km² hat und 907 m über dem Meeresspiegel liegt, sind 20° 33′ S, 44° 38′ W.
Carmópolis liegt 120 km südwestlich von Belo Horizonte, der Hauptstadt des Bundesstaates Minas Gerais, an der Autobahn BR 381, die weiter nach São Paulo führt, das wiederum 460 km südwestlich liegt. 

## Wirtschaft
Landwirtschaftsprodukte:
- Tomaten
- Kaffee

Industrien:
- Copobras Descartáveis (Einweg-Plastikgefäße)
- Metalurgica Fercar    (Metallurgie)

## Politik
Bürgermeister ist Geraldo Antônio da Silva des PSD (auch Geraldo Touro genannt), der 2016 mit 58,9 % der gültigen Stimmen gewählt wurde.

## In Carmópolis geboren
- José Belisário da Silva (* 1945) ist ein römisch-katholischer Ordensgeistlicher und Erzbischof von São Luís do Maranhão

## Nachweise
1. ↑  Instituto Brasileiro de Geografia e Estatística (IGBE) – Carmópolis de Minas, abgerufen am 27. Juni 2017
2. ↑  7Graus – eleicoes 2016, abgerufen am 27. Juni 2017